# Duygu Yetiş

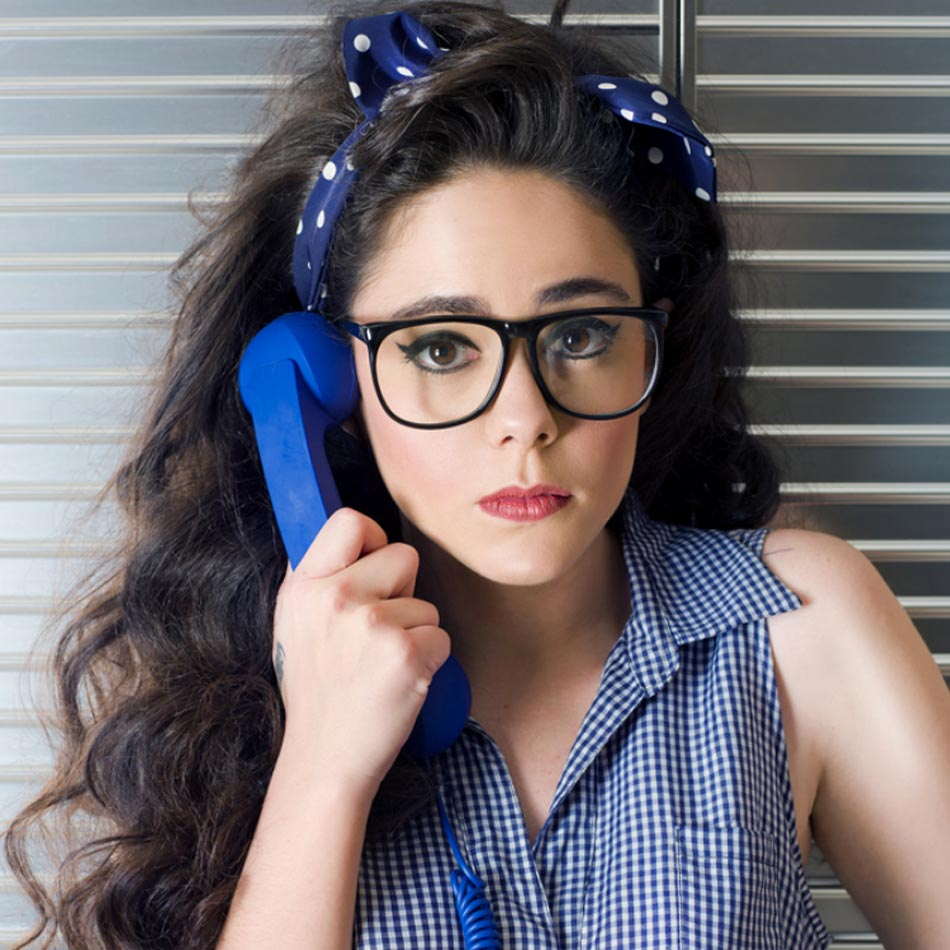
Duygu Yetiş

Duygu Yetiş (* 22. März 1985 in Istanbul) ist eine türkische Schauspielerin.

## Biografie
Duygu Yetiş wurde am 22. März 1985 in Istanbul geboren. Sie studierte an der Haliç Üniversitesi. Ihr Debüt gab sie 2004 in der Fernsehserie Yağmur Zamanı. Im selben Jahr trat sie in Evli ve Çocuklu auf.
Von 2007 bis 2009 spielte sie in der Serie Annem die Hauptrolle. Anschließend wurde Yetiş 2012 für die Serie Uçurum gecastet. Von 2012 bis 2013 übernahm sie in Krem die Hauptrolle. Unter anderem setzte sie 2015 ihre Karriere in Acil Aşk Aranıyor fort. Ab 2019 war Yetiş in der Serie Hercai zu sehen.

## Filmografie
Filme
- 2011: Oğul
- 2017: Ayla

Serien
- 2004: Yağmur Zamanı
- 2004: Evli ve Çocuklu
- 2006: Gülpare
- 2007–2009: Annem
- 2011: Üsküdar'a Giderken
- 2012: Uçurum
- 2012–2013: Krem
- 2014: Analı Oğullu
- 2015: Acil Aşk Aranıyor
- 2017: Seni Kimler Aldı
- 2019–2020: Hercai